# Sommer-Paralympics 2012/Teilnehmer (Serbien)
| stlisierte Goldmedaille | stlisierte Silbermedaille | stlisierte Bronzemedaille |
| ----------------------- | ------------------------- | ------------------------- |
| 2                       | 3                         | —                         |

Serbien entsendete zu den Paralympischen Sommerspielen 2012 in London eine aus 13 Sportlern bestehende Mannschaft – drei Frauen und zehn Männer.

## Teilnehmer nach Sportart

### Leichtathletik
Frauen
- Tanja Dragic

Männer
- Zeljko Dimitrijevic
- Milos Grlica
- Drazenko Mitrovic

### Radsport
Männer:
- Milan Petrović

### Schießen
Frauen:
- Mirjana Ilic-Djuricin

Männer:
- Živko Papaz
- Dragan Ristic
- Laslo Suranji
- Sinisa Vidic

### Tischtennis
Frauen:
- Nada Matić

Männer:
- Zlatko Kesler
- Borislava Perić-Ranković